# Tulips Shall Grow
Tulips Shall Grow is een Amerikaanse korte animatiefilm uit 1942. De film was geregisseerd door de Hongaarse regisseur George Pal (die voorheen ook een periode in Nederland werkte) voor Paramount Pictures. De film was genomineerd voor de Oscar voor Beste Korte Animatiefilm en werd in 1997 opgenomen in the National Film Registry.

## Verhaal
De film is een allegorie op de verovering van Nederland door de nazi's. Jan, een blonde Nederlander die accordeon speelt, wandelt door een tulpenveld op weg naar het meisje Janette die in een molen woont. Als ze elkaar ontmoeten dansen ze een klompendans. Plots verschijnen er "screwballs" (letterlijk ijzeren ballen met een schroefje) die alles wat ze tegenkomen vernietigen. Jan en Janette worden van elkaar gescheiden. Droevig besluit Jan in de ruïnes van een kerk te bidden voor betere tijden. Ineens begint het te regenen en roesten alle "screwballs" dood. Jan en Janette worden herenigd en dansen. Alles in hun omgeving herstelt zich op miraculeuze wijze. De film besluit met beelden van een groep wolken in de lucht die het V-teken voor "Victory" vormen.